# Have You Never Been Mellow
A Have You Never Been Mellow Olivia Newton-John utolsó albuma, mely londoni tartózkodása alatt került üzletekbe. Bemutatója után nem sokkal véglegesen Kaliforniába költözött. Legismertebb dalai a Have You Never Been Mellow, a Please Mr Please és az erre az albumra is felkerült I Honestly Love You.

## Az album dalai
„A” oldal
- Have You Never Been Mellow (John Farrar)
- Loving Arms (Tom Jans)
- Lifestream (Rick Nelson)
- Goodbye Again (John Denver)
- Water Under The Bridge (Petrina Lordan)
- I Never Did Sing You A Love Song (David Nichtern)

„B” oldal
- It's So Easy (Hank Marvin & John Farrar)
- The Air That I Breathe (Albert Hammond & Mike Hazlewood)
- Follow Me (John Denver)
- And In The Morning (Graeme Hall)
- Please Mr. Please (Bruce Welch & John Rostill)
- I Honestly Love You (Peter Allen & Jeff Barry) — bonus dal  a japán és európai kiadáson

## Kiadások
- USA CD: Griffin CGD-373-2
- USA CD: MCA MCAD-1676
- Japán CD: EMI CP21-6075
- Japán CD: Emi-To TOCP-3072
- Japán CD: EMI-Toshiba TOCP-3072
- USA LP: MCA MCA 2133
- NSZK LP: EMI C062-05802